# Christa Altenstetter
Christa Altenstetter (* 19. Januar 1937 in Haslach im Kinzigtal) ist eine deutsch-amerikanische Politikwissenschaftlerin und Hochschullehrerin.

## Leben und Wirken
Nach dem Abitur am Hölderlin-Gymnasium in Heidelberg 1960 studierte Christa Altenstetter Politikwissenschaft an der Duke University und erwarb dort 1965 den Magistergrad. Anschließend studierte sie Politikwissenschaft, Geschichte und Verfassungsrecht an der Universität Heidelberg, promovierte 1967 und arbeitete dort bis 1968 als wissenschaftliche Assistentin. Von 1968 bis 1969 war sie als Postdoc an der Harvard University, bis 1972 als Mitarbeiterin an der Denkfabrik Urban Institute in Washington, D.C. Seither lehrt sie als Professorin für Politikwissenschaft an der City University of New York. Zwischendurch war sie Gastprofessorin an zahlreichen amerikanischen und europäischen Universitäten, u. a. 1974 am Institut für Politische Wissenschaft der Christian-Albrechts-Universität zu Kiel. Außerdem war sie von 1976 bis 1988 als Beraterin der Weltgesundheitsorganisation (WHO) tätig.
Ihr Hauptforschungsgebiete sind die Gesundheitssystemforschung, Public Policy und die Europäische Integration.

## Schriften (Auswahl)
- Der Föderalismus in Österreich unter besonderer Berücksichtigung der politischen Verhältnisse von 1945–1966 (= Studien zur Politik, Bd. 6). Quelle & Meyer, Heidelberg 1969 (= Dissertation Universität Heidelberg 1967).
- Health policy-making and administration in West-Germany and the United States. Sage, Beverly Hills 1974.
- (als Hrsg.): Changing national-subnational relations in health. Opportunities and constraints. U.S. Department of Health, Education, and Welfare, Bethesda/Maryland 1978.
- (zus. mit James Warner Bjorkman): Federal-state health policies and impacts. The politics of implementation. University Press of America, Washington/D.C. 1978, ISBN 0-8191-0503-1.
- (als Hrsg.): Innovation in health policy and service delivery. A cross-national perspective (= Schriften des Wissenschaftszentrums Berlin, Bd. 34). Hain, Königstein/Ts. 1980, ISBN 0-89946-078-X.
- Implementation of national health insurance seen from the perspective of General Sickness Funds (AOK) in the Federal Republic of Germany 1955–1975 (= WZB-Papers, Bd. 82/1). Wissenschaftszentrum Berlin 1982.
- Ziele, Instrumente und Widersprüchlichkeiten der deutschen Krankenhauspolitik (WZB-Papers, Bd. 82/2). Wissenschaftszentrum Berlin 1982

- Krankenhausbedarfsplanung. Was brachte sie wirklich? (= Soziologie und Sozialpolitik, Bd. 6). Oldenbourg, München 1985, ISBN 3-486-52631-6.
- (als Mithrsg.): Comparative health policy and the new right. From rhetoric to reality. Macmillan, Houndmills 1991, ISBN 0-333-53184-1.
- European Community-wide efforts to address AIDS. Mannheimer Zentrum für Europäische Sozialforschung 1993.
- (als Mithrsg.): Health policy reform, national variations and globalization. Macmillan, Basingstoke 1997, ISBN 0-333-65953-8.
- (als Mithrsg.): Health policy. Elgar, Cheltenham 1998, ISBN 1-85898-587-0.
- Medical devices. European Union policymaking and the implementation of health and patient safety in France. Transaction Publ., New Brunswick 2008, ISBN 978-1-4128-0690-9.
- Medical technology  in Japan. The politics of regulation. Transaction Publ., New Brunswick 2014, ISBN 978-1-4128-5461-0.